# إيرين فيتزجيرالد
إيرين فيتزجيرالد (Erin Fitzgerald) هي ممثلة كندية ولدت في فكتوريا ، كولومبيا البريطانية.

## أدوارها في الأنمي

### مسلسلات أنمي تلفزيونية
- بيرسونا 4 ذي أنيميشن - تشيه ساتوناكا
- K - تشيهو هيوغا
- كيكايشي - أتورا هاناشيما
- بليتش - ميلا روز، شوتا تويوكاوا، ميزوهو أسانو، كاتين كيوكوتسو، سوغيو نو كوتواري
- ناروتو شيبودن - جورين

## أدوارها في الرسوم المتحركة
- إد، إدد وإدي - ناز (المواسم الثاني ومن الرابع إلى السادس)، ماي كانكر (المواسم الأول، الثاني ومن الرابع إلى السادس)

## أدوارها في ألعاب الفيديو
- تيلز أوف ذي أبيس - إيون، سينك، فلوريان
- تيلز أوف إكسيليا - تيبو
- تيلز أوف إكسيليا 2 - تيبو
- بيرسونا 4 غولدن - تشيه ساتوناكا
- بيرسونا 4 أرينا - تشيه ساتوناكا
- بيرسونا 4 أرينا ألتيماكس - تشيه ساتوناكا
- دانغانرونبا: تريغر هابي هافوك - جينوسايدر شو، جونكو إينوشيما
- دانغانرونبا أناذر إيبيسود: ألترا ديسبير غيرلز - جينوسايدر شو، شيروكوما، كوروكوما
- سلسلة ألعاب BLAZBLUE - بوليت
- سكول غورلز - باراسول
- كاثرين - إيريكا، تريشا
- ماجين آند ذا فورسيكن كينغدوم - توكي
- فاير إمبلم أويكينينغ - إيميرين

## وصلات خارجية
- إيرين فيتزجيرالد على موقع IMDb (الإنجليزية)
- إيرين فيتزجيرالد على موقع ألو سيني (الفرنسية)
- إيرين فيتزجيرالد على موقع أول موفي (الإنجليزية)
- إيرين فيتزجيرالد على موقع قاعدة بيانات الفيلم (الإنجليزية)
- إيرين فيتزجيرالد على موقع كينوبويسك (الروسية)
- إيرين فيتزجيرالد على موقع ANN person (الإنجليزية)

1. ↑   https://movie.douban.com/celebrity/1081881. {{استشهاد ويب}}: |url= بحاجة لعنوان (مساعدة) والوسيط |title= غير موجود أو فارغ (من ويكي بيانات) (مساعدة)